# Siphonaria laciniosa
Siphonaria laciniosa är en snäckart som beskrevs av Carl von Linné 1758. Siphonaria laciniosa ingår i släktet Siphonaria och familjen Siphonariidae. Inga underarter finns listade i Catalogue of Life.